# Cardiaspina caestata
Cardiaspina caestata är en insektsart som beskrevs av Taylor 1992. Cardiaspina caestata ingår i släktet Cardiaspina och familjen rundbladloppor. Inga underarter finns listade i Catalogue of Life.